# Alpha Natural Resources
Alpha Natural Resources est une entreprise minière américaine, spécialisé dans l'extraction de charbon. En 2011, Alpha Natural Resources a acquis Massey Energy pour 7,1 milliards de $.